# Патрік Гагер
Патрік Гагер (нім. Patrick Hager, нар. 8 вересня 1988, Штутгарт) — німецький хокеїст, крайній нападник клубу ДХЛ «Ред Булл». Гравець збірної команди Німеччини.

## Ігрова кар'єра
Хокейну кар'єру розпочав на батьківщині 2004 року виступами за команду «Стар Буллз Розенгайм» у третій Бундеслізі.
Згодом захищав кольори професійних команд «Крефельдські Пінгвіни» та «ЕРК Інгольштадт».
Як вільний агент перейшов до складу «Кельнер Гайє» підписавши дворічний контракт 5 листопада 2014 року.
Влітку 2017 Патрік покинув команду з Кельну і як вільний агент перейшов до клубу ДХЛ «Ред Булл» (Мюнхен).
Був гравцем молодіжної збірної Німеччини, у складі якої брав участь у 16 іграх. У складі національної збірної команди Німеччини срібний призер зимових Олімпійських ігор 2018.

## Нагороди та досягнення
- Чемпіон Німеччини в складі «ЕРК Інгольштадт» — 2014.
- Чемпіон Німеччини в складі «Ред Булл» — 2018, 2023.

## Статистика

### Клубні виступи
| Сезон     | Клуб                    | Ліга         | Регулярний сезон | Регулярний сезон | Регулярний сезон | Регулярний сезон | Регулярний сезон | Плей-оф | Плей-оф | Плей-оф | Плей-оф | Плей-оф |
| Сезон     | Клуб                    | Ліга         | І                | Г                | П                | О                | ШХ               | І       | Г       | П       | О       | ШХ      |
| --------- | ----------------------- | ------------ | ---------------- | ---------------- | ---------------- | ---------------- | ---------------- | ------- | ------- | ------- | ------- | ------- |
| 2004–05   | «Стар Буллз Розенгайм»  | 3 Бундесліга | 1                | 0                | 1                | 1                | 0                | —       | —       | —       | —       | —       |
| 2005–06   | «Стар Буллз Розенгайм»  | 3 Бундесліга | 13               | 2                | 3                | 5                | 10               | 1       | 0       | 0       | 0       | 2       |
| 2006–07   | «Стар Буллз Розенгайм»  | 3 Бундесліга | 47               | 16               | 14               | 30               | 94               | 3       | 3       | 2       | 5       | 16      |
| 2007–08   | «Крефельдські Пінгвіни» | ДХЛ          | 52               | 9                | 7                | 16               | 52               | —       | —       | —       | —       | —       |
| 2007–08   | «Стар Буллз Розенгайм»  | 3 Бундесліга | 1                | 0                | 0                | 0                | 2                | —       | —       | —       | —       | —       |
| 2008–09   | «Крефельдські Пінгвіни» | ДХЛ          | 51               | 15               | 10               | 25               | 68               | 7       | 1       | 0       | 1       | 16      |
| 2009–10   | «Крефельдські Пінгвіни» | ДХЛ          | 42               | 12               | 16               | 28               | 70               | —       | —       | —       | —       | —       |
| 2010–11   | «Крефельдські Пінгвіни» | ДХЛ          | 51               | 11               | 9                | 20               | 56               | —       | —       | —       | —       | —       |
| 2011–12   | «Крефельдські Пінгвіни» | ДХЛ          | 47               | 12               | 12               | 24               | 108              | —       | —       | —       | —       | —       |
| 2012–13   | «ЕРК Інгольштадт»       | ДХЛ          | 52               | 9                | 20               | 29               | 60               | 6       | 1       | 1       | 2       | 26      |
| 2013–14   | «ЕРК Інгольштадт»       | ДХЛ          | 46               | 5                | 14               | 19               | 75               | 21      | 2       | 6       | 2       | 28      |
| 2014–15   | «ЕРК Інгольштадт»       | ДХЛ          | 50               | 17               | 19               | 36               | 44               | 18      | 5       | 4       | 9       | 24      |
| 2015–16   | «Кельнер Гайє»          | ДХЛ          | 50               | 14               | 30               | 44               | 69               | 15      | 7       | 11      | 18      | 16      |
| 2016–17   | «Кельнер Гайє»          | ДХЛ          | 47               | 14               | 28               | 42               | 100              | 4       | 0       | 2       | 2       | 0       |
| 2017–18   | «Ред Булл»              | ДХЛ          | 50               | 15               | 12               | 27               | 32               | 17      | 6       | 7       | 13      | 18      |
| 2018–19   | «Ред Булл»              | ДХЛ          | 37               | 6                | 14               | 20               | 82               | 18      | 4       | 6       | 10      | 41      |
| ДХЛ разом | ДХЛ разом               | ДХЛ разом    | 575              | 139              | 191              | 330              | 816              | 106     | 26      | 37      | 63      | 169     |

### Збірна
| Рік                | Команда            | Турнір             | І  | Г  | П  | О  | ШХ |
| ------------------ | ------------------ | ------------------ | -- | -- | -- | -- | -- |
| 2005               | Німеччина          | U17                | 5  | 2  | 0  | 2  | 4  |
| 2006               | Німеччина          | ЮЧС18              | 6  | 1  | 2  | 3  | 6  |
| 2008               | Німеччина          | МЧС-D1             | 5  | 5  | 7  | 12 | 2  |
| 2009               | Німеччина          | ЧС                 | 5  | 0  | 1  | 1  | 2  |
| 2010               | Німеччина          | ЧС                 | 7  | 0  | 0  | 0  | 8  |
| 2013               | Німеччина          | ЧС                 | 6  | 1  | 0  | 1  | 6  |
| 2015               | Німеччина          | ЧС                 | 7  | 0  | 2  | 2  | 14 |
| 2016               | Німеччина          | ЧС                 | 8  | 3  | 4  | 7  | 6  |
| 2016               | Німеччина          | КВАЛ. ЗОІ          | 3  | 1  | 3  | 4  | 0  |
| 2017               | ФРН                | ЧС                 | 6  | 2  | 1  | 3  | 27 |
| 2018               | ФРН                | ОІ                 | 7  | 3  | 4  | 7  | 4  |
| 2018               | ФРН                | ЧС                 | 7  | 3  | 1  | 4  | 2  |
| 2019               | ФРН                | ЧС                 | 8  | 0  | 1  | 1  | 22 |
| Молодіжна збірна   | Молодіжна збірна   | Молодіжна збірна   | 16 | 8  | 9  | 17 | 12 |
| Національна збірна | Національна збірна | Національна збірна | 64 | 13 | 17 | 30 | 91 |